# Чекоман
Чекоман (каз. Шақаман) — село в Жанасемейском районе Абайской области Казахстана. Административный центр Достыкского сельского округа. Код КАТО — 632843100.

## Население
В 1999 году население села составляло 1203 человека (573 мужчины и 630 женщин). По данным переписи 2009 года в селе проживало 1306 человек (637 мужчин и 669 женщин).